# أدينوسين ثلاثي الفسفات منقوص الأكسجين
الأديتوسين ثلاثي الفسفات منقوص الأكسجين (بالإنجليزية: Deoxyadenosine triphosphate)  أو اختصارًا (dATP) هو نيوكليوسيد ثلاثي الفسفات يستخدم في الخلية في عملية تكوين الدي أن إيه (أو نسخ الدي أن إيه) أو كركيزة يعتمد عليها إنزيم بوليميراز الدي أن إيه في عمله.

## وصلات خارجية
مدخلة موسوعة كيوتو للجينات والمجينات على dATP